# Jorge Semprún
Jorge de Semprún Maura (Madrid, 10 de diciembre de 1923-París, 7 de junio de 2011) fue un escritor, intelectual, político y guionista cinematográfico español, cuya obra fue escrita, en su mayor parte, en francés. Fue ministro de Cultura de España entre 1988 y 1991, en un gobierno de Felipe González, aunque nunca llegó a militar en el Partido Socialista Obrero Español (PSOE).

## Biografía
Semprún pertenecía a una familia de clase alta. Por parte de su madre, Susana Maura Gamazo (que falleció el 26 de enero de 1932, cuando Jorge contaba ocho años), era nieto del político conservador Antonio Maura, cinco veces presidente del Gobierno durante el reinado de Alfonso XIII. Su padre fue el intelectual republicano José María de Semprún Gurrea, profesor y jurista, gobernador civil de provincia al comienzo de la República. Por la rama paterna era sobrino-nieto del que fue alcalde de Madrid y Valladolid Manuel de Semprún y Pombo, del que fue senador del reino José María de Semprún y Pombo y de la hermana de los anteriores, Clotilde de Semprún y Pombo (condesa de Cabarrús y vizcondesa de Rambouillet por matrimonio con Cipriano Fernández de Angulo y de Cabarrús). Era, por tanto, bisnieto del que fue senador electo y vitalicio, así como vicecónsul de Portugal, José María de Semprún y Álvarez de Velasco (casado con Carmen Pombo Fernández de Bustamante), sobrino-tataranieto de Juan Pombo Conejo (primer marqués de Casa-Pombo) y primo segundo del que fue alcalde de Valladolid entre los años 1957-1961, José Luis Gutiérrez de Semprún. También era primo segundo de Carmen Maura Arenzana, madre de la actriz Carmen Maura (su sobrina tercera).
Tras enviudar, su padre contrajo pronto matrimonio con la asistente que enseñó alemán a sus hijos. Estaban de vacaciones en el País Vasco cuando se produjo el golpe de Estado que dio inicio a la guerra civil y el padre decidió partir al exilio. Durante la guerra civil española residió en los Países Bajos, en La Haya, donde su padre era embajador de España.
En 1939, tras la derrota de los republicanos, la familia se instaló definitivamente en Francia, en París, donde, desde 1941, Jorge cursó estudios de Filosofía en la Universidad de La Sorbona.
Durante la Segunda Guerra Mundial, ocupada Francia por la Alemania nazi, combatió entre los partisanos de la Resistencia, como muchos otros españoles refugiados en Francia después de la Guerra Civil. Se afilió en 1942 al Partido Comunista de España (PCE). En 1943, tras ser denunciado, fue detenido, torturado y posteriormente deportado al campo de concentración de Buchenwald, estancia que marcaría su posterior experiencia literaria y política. De hecho, recogerá en varios de sus libros su trabajo en la administración del campo. Tras su liberación, fue recibido como un héroe en París, donde fijó su residencia.
Su paso por Buchenwald ha sido objeto de una cierta controversia. Su hermano Carlos Semprún Maura, con el que mantuvo una relación difícil a lo largo de su vida, llegó a acusarle de haber sido kapo (Kameradschaftspolizei), como se llamaba a los presos que colaboraban con las autoridades. Esta acusación no está corroborada por ninguna fuente fiable. Stéphane Hessel, que estuvo en Buchenwald, critica la falta de solidaridad de los comunistas del campo con otros presos, pero no hace la menor alusión a que Semprún fuese kapo.
Desde 1945 hasta 1952, trabajó para la UNESCO; en 1952, empezó a trabajar permanentemente para el PCE, llegando a formar parte del Comité Central desde 1954 y del Comité Ejecutivo desde 1956. Dentro del partido, realizó una intensa actividad clandestina en España bajo el alias de Federico Sánchez (entre otros). Pero tuvo también un papel en la dirección del partido: en 1959 estuvo en Uspénskoye (URSS), con la delegación informada en primer lugar de la dimisión de Dolores Ibárruri (publicada en 1960). Su trabajo clandestino en España se desarrolló entre junio de 1953 y diciembre de 1962. En ese mes fue retirado de la actividad clandestina por Santiago Carrillo y sustituido por José Sandoval, como medida de precaución porque el mes anterior había sido detenido Julián Grimau, quien había llegado a España en 1959 para sustituir a Simón Sánchez Montero que, a su vez, había sido detenido.
En 1965 fue expulsado del partido junto con Fernando Claudín por divergencias con respecto a la línea oficial. En 1966 pidió y obtuvo del Ministerio de Gobernación español (el equivalente al actual Ministerio de Interior), a pesar de algunas reticencias de los franquistas, un pasaporte con su nombre oficial. Desde este momento, su actividad se centró en su carrera literaria. Su renuncia coincidió con la publicación de El largo viaje (1963), un libro comenzado en Madrid en el período de la clandestinidad (durante una semana de total inactividad por precaución).
No volvería a participar activamente en política hasta que, entre 1988 y 1991, fue nombrado ministro de Cultura en el Gobierno socialista de Felipe González. Inicialmente su nombramiento fue muy criticado, ya que no vivía en España y se dijo que desconocía totalmente el panorama cultural y político del país en que iba a ser ministro. Su estancia en el cargo estuvo marcada por el enfrentamiento con Alfonso Guerra, vicepresidente del Gobierno y vicesecretario general del PSOE, tal y como recoge en Federico Sánchez se despide de ustedes. Medió en las negociaciones para la adquisición por parte del Estado Español de la Colección Thyssen de 700 obras de arte (1988-1993). Fue precursor del decreto de ayuda a la cinematografía de 1989 («Decreto Semprún»), preparó el borrador de la ley de Mecenazgo Artístico y Cultural, elaboró un «Plan de Catedrales» y trabajó en la mejora de relaciones y aumento de dotaciones con la Administración autonómica. Fue confirmado en el cargo tras las elecciones generales de 29 de octubre de 1989, y el 29 de enero de 1990, primer aniversario de la muerte de Salvador Dalí, firmó con la Generalidad de Cataluña el acuerdo definitivo para el reparto del legado del artista catalán .
Contrajo nupcias en 1949 con la actriz Loleh Bellon (de este matrimonio nació Jaime Semprún en 1947, también escritor, fallecido en agosto de 2010) y en segundas nupcias en 1958 con Colette Leloup.
Falleció en París el 7 de junio de 2011, a los ochenta y siete años de edad, y fue enterrado en Garentreville con una bandera republicana sobre su féretro. El 26 de noviembre de 2011 amigos y allegados le rindieron un homenaje en Biriatou, donde vivió durante unos años, y lugar donde él quiso ser enterrado.
En noviembre de 2023 Correos emitió un sello conmemorativo por el centenario de su nacimiento.

## Obra literaria
Toda su obra escrita, ya novelas u obras autobiográficas, está fuertemente influida por sus peripecias vitales, en particular su paso por el campo de concentración de Buchenwald (El largo viaje, La escritura o la vida, Aquel domingo, Viviré con su nombre, morirá con el mío). Su expulsión del Partido Comunista queda reflejada en Autobiografía de Federico Sánchez, mientras que Federico Sánchez se despide de ustedes narra el período, entre 1988 y 1991, en que fue ministro de Cultura en el Gobierno de Felipe González.
Hasta 2003, todas sus obras de ficción habían sido escritas en francés, sólo utilizando el castellano para algunos de sus libros biográficos. En dicho año se publica la primera novela de Semprún escrita originalmente en castellano, Veinte años y un día.
Ha recibido múltiples premios internacionales (Femina, Formentor, Premio de la Paz de la Feria del Libro de Fráncfort, Jerusalén de Literatura, etc.).
La obra escrita de Semprún no se limita a la literatura, sino que desarrolló una amplia carrera como guionista cinematográfico, siendo autor de guiones clásicos del cine francés como Z, de Costa-Gavras, y Stavisky, de Alain Resnais. En este campo tuvo también proyectos truncados, como fue su trabajo en la adaptación de la novela de Boualem Sansal El juramento de los bárbaros, que Costa-Gavras quería llevar al cine, pero que finalmente no hizo.
Convencido europeísta, escribió, a cuatro manos junto al ex primer ministro francés Dominique de Villepin, el libro El hombre europeo, y publicó un volumen recopilatorio de artículos, conferencias y discursos sobre el tema, titulado Pensar en Europa.
También es el autor de la obra de teatro Gurs, una tragedia europea, relativa al campo de refugiados de este nombre y de una versión de Las troyanas.

### Obras publicadas
- 1963 — El largo viaje (escrito en francés, Le grand voyage).
- 1967 — El desvanecimiento (escrito en francés, L'évanouissement).
- 1969 — La segunda muerte de Ramón Mercader (escrito en francés, La deuxième mort de Ramón Mercader).
- 1977 — Autobiografía de Federico Sánchez (escrito en castellano).
- 1980 — Aquel domingo (escrito en francés, Quel beau dimanche!; traducción literal: ¡Qué bello domingo!).
- 1981 — La algarabía (escrito en francés, L'algarabie; esta palabra no existe en francés).
- 1983 — Montand la vie continue (escrito en francés, Montand la vie continue).
- 1986 — La montaña blanca (escrito en francés, La montagne blanche).
- 1987 — Netchaiev ha vuelto (escrito en francés, Netchaïev est de retour).
- 1993 — Federico Sánchez se despide de ustedes (escrito en francés, Federico Sánchez vous salue bien).
- 1994 — La escritura o la vida (escrito en francés, L'écriture ou la vie).
- 1998 —Adiós, luz de veranos... (escrito en francés, Adieu, vive clarté...; traducción literal: Adiós, viva claridad...).
- 1998 — El regreso de Carola Neher (escrito en francés, Le Retour de Carola Neher).
- 2001 — Viviré con su nombre, morirá con el mío (escrito en francés, Le mort qu'il faut; traducción literal: El muerto que hace falta).
- 2003 — Blick auf Deutschland.
- 2003 — Veinte años y un día (escrito en castellano).
- 2005 — El hombre europeo, junto a Dominique de Villepin (escrito en francés, L'Homme européen).
- 2006 — Pensar en Europa (recopilación de artículos, conferencias y discursos).
- 2008 — ¿Hacia dónde va la izquierda?  (escrito en francés, Où va la gauche?).
- 2010  — Una tumba en las nubes  (escrito en francés,Une tombe au creux des nuages).

Ha participado como guionista (salvo que se indique lo contrario) en los siguientes largometrajes:
- 1966 — Objetivo 500 Millones, de Pierre Schoendoerffer.
- 1966 — La guerra ha terminado, de Alain Resnais.
- 1969 — Z, de Costa-Gavras.
- 1970 — La confesión, de Costa-Gavras.
- 1972 — El atentado, de Yves Boisset.
- 1974 — Las dos memorias, guion y dirección.
- 1974 — Stavisky, de Alain Resnais.
- 1975 — Sección Especial, de Costa-Gavras.
- 1976 — Une femme à sa fenêtre, de Pierre Granier-Deferre.
- 1978 — Las rutas del Sur, de Joseph Losey.
- 1983 — Los desastres de la guerra, de Mario Camus (serie de televisión).
- 1986 — Las veredas de Saturno, de Hugo Santiago.
- 1991 — Netchaiev ha vuelto, de Jacques Deray; adaptación de su novela realizada por Dan Franck y Jacques Deray.
- 1995 — El caso Dreyfus, de Yves Boisset (serie de televisión).
- 1997 — K, de Alexandre Arcady.

## Premios y nominaciones
Premios Óscar
| Año  | Categoría                        | Película               | Resultado |
| ---- | -------------------------------- | ---------------------- | --------- |
| 1968 | Mejor guion original             | La guerra ha terminado | Nominado  |
| 1969 | Mejor argumento y guion adaptado | Z                      | Nominado  |

- 1964 — Premio Formentor por El largo viaje.
- 1969 — Premio Femina (Francia) por La segunda muerte de Ramón Mercader.
- 1977 — Premio Planeta por Autobiografía de Federico Sánchez.
- 1989 — Doctor Honoris causa por la Universidad de Tel Aviv, Israel.
- 1993 — Gran cruz de la Orden de Carlos III.[23]
- 1994 — Premio de la Paz del Comercio Librero Alemán (Feria del Libro de Fráncfort).
- 1994 — Premio Femina Vacaresco por La escritura o la vida.
- 1997 — Premio Jerusalén por la Libertad del Individuo en la Sociedad (Feria Internacional del Libro de Jerusalén).
- 1996 — Elegido miembro de la Academia Goncourt.
- 1999 — Premio Nonino.
- 2003 — X Premio Blanquerna (Generalidad de Cataluña).
- 2003 — Medalla Goethe (Instituto Goethe de Weimar).
- 2004 — Premio José Manuel Lara por Veinte años y un día.
- 2004 — Premio Ulysse por el conjunto de su obra.
- 2006 — Premio Annetje Fels-Kupferschmidt.
- 2007 — Doctor honoris causa por la Universidad de Rennes 2 Alta Bretaña.
- 2008 — Medalla de Oro al Mérito en las Bellas Artes.

## Documentales
- Semprún sin Semprún. Retrata la vida de Semprún con el valor de la amistad, la autocrítica y la búsqueda de la coherencia en la vida. (2013) Imprescindibles. TVE. Directora: Yolanda García Villaluenga.[24]
- Las mil vidas de Jorge Semprún. (2023) Imprescindibles. TVE. Director: Albert Solé.

## Publicaciones biográficas
- Fox Maura, Soledad. Ida y vuelta. La vida de Jorge Semprún. 2016. Editorial DEBATE. ISBN: 978-84-9992-433-5[25]